# Sherman Minton
 (janvier 2012).
Si vous disposez d'ouvrages ou d'articles de référence ou si vous connaissez des sites web de qualité traitant du thème abordé ici, merci de compléter l'article en donnant les références utiles à sa vérifiabilité et en les liant à la section « Notes et références ».
Pour les articles homonymes, voir Minton.
Sherman Minton est une personnalité politique américaine né à Georgetown dans l'Indiana le 20 octobre 1890 et mort le 9 avril 1965 à New Albany.